# Tauber Sándor
Tauber Sándor (Pápa, 1868. május 3. – Szombathely, 1935. november 22.) teológiai doktor, a szombathelyi papnevelő-intézet aligazgatója és teológiai tanár.

## Élete
Tanulmányai a Pázmáneum növendékeként a bécsi egyetemen végezte. Felszentelték 1891. július 16-án; 1891 novemberétől 1895 januárjáig segédlelkész volt Gyanafalván. 1893-ban lett teológiai doktor, 1895 januárjától szeptemberéig a püspöki papnevelőintézetben lelkiigazgató; 1895 szeptemberétől 1924 júniusáig az egyházi jog és történelem tanára és 1898-ban papnevelő-intézeti aligazgató. 1902-től a szeminárium vicerektora, 1912-től 1919. szeptember 1-ig annak rektora, egyidejűleg püspöki helynök volt. 1915-től Szent Lászlóról nevezett somogyi címzetes prépost, 1925-től pápi prelátus, 1933-tól általános püspöki helynök. Jelen volt az 1912-es a bécsi, az 1913-as a máltai, az 1924-es amszterdami, az 1926-os a chicagói, az 1928-as sydney-i, az 1930-as carthagói, az 1932-es dublini és az 1934-es Buenos Aires-i eucharisztikus világkongresszusokon. 1927-ben az egyházmegye zsinati törvénykönyvének előkészítésén munkálkodott.
Cikkei az Alkotmányban (1905. 98. sz. Husvéti szokások a keletieknél) és az Egyetemi Kritikai Lapokban (1907. Kritikai alapelvek).

## Művei
- Jézus Szívének! Rövid oktatás Jézus szentséges szíve iránt való ájtatosságról. Szombathely, 1903.
- Manuale juris canonici... Uo. 1901. (2. bőv. és jav. kiadás 1904., 3. k. 1908. Uo. Ism. M. Állam 50., 208. sz.).
- Gyakori szentáldozás és az élet. Győr, 1911.